# Пружина
Пружина е просто еластично механично устройство, използвано за натрупване на механична потенциална енергия, едно от най-великите изобретения в историята на човечеството.
Пружините се изработват основно от закалена или неръждаема стомана, но понякога и от бронз или ванадий. Специализирани и други видове пружини се изработват от цветни метали, включително от фосфорен бронз и титан, които са устойчиви на корозия, а такива, произведени от мед с добавен берилий, се използват при контактори на електрически ток (поради ниското си електрическо съпротивление). По-малките пружини се изработват от предварително закален материал, докато големите пружини (за тежки машини и т.н.), се изработват от стомана, която се темперира и закалява едва след производството.
Имат способността да се удължават или свиват при прилагане на сила и да възстановяват началното си състояние при прекратяване на действието на силата.
Пружините са разнообразни по големина, форма и предназначение и намират широка употреба.

## История
Прости ненавити пружини се използват още от зората на човешка история, като най-добре познатото човешко изобретение работещо на този принцип, и изиграло основна роля за оцеляването ни е лъка.
През бронзовата епоха е открито друго устройство, базирано на принципа на пружината – пинцетите, чието разпространие се вижда в историята на много култури. Това става възможно, след като в Александрия е разработен метод за леене на бронз с пружинни характеристики, чрез смесване на мед и калая, които след това се втвърдявали чрез коване.
Първите спираловидни пружини се появяват в началото на XV век, в пружинно-захранваните часовници се появяват в този и XVI век.
През 1676 година британският физик Робърт Хук открива принципа на действието на пружините, установявайки, че проявената сила е пропорционална на разширяване, което откритие сега се нарича Закон на Хук.

## Видове
В зависимост от формата, в която е изработена пружината, те могат да бъдат класифицирани като:
- Винтово навита пружина
- Плоска (лентова) пружина